# ファッションが教えてくれること
『ファッションが教えてくれること』（原題：The September Issue）は、『ヴォーグ』の編集長アナ・ウィンターと雑誌編集に密着したアメリカのドキュメンタリー映画。2009年公開。監督はR・J・カトラー、プロデューサーはエリザ・ハインドマーチで、映画は『ヴォーグ』2007年9月号の制作に密着している。同号は840ページ、重さは、ほぼ5ポンド（約2kg）で、これまでに出版された雑誌の中で最大の内の1つになった。
映画は2009年8月20日にオーストラリア、同年8月28日にアメリカの劇場で公開された。

## 出演
- アナ・ウィンター
- グレイス・コディントン（Grace Coddington）
- アントレ・L・タリー
- シエナ・ミラー
- タクーン・パニクガル
- カール・ラガーフェルド
- ジャン＝ポール・ゴルチエ
- オスカー・デ・ラ・レンタ  (Oscar de la Renta)
- ヴェラ・ウォン
- マリオ・テスティーノ

## 有名なファッションアイコンズ

### デザイナー
- Thakoon Panichgul
- Oscar de la Renta
- Jean-Paul Gaultier
- Nicolas Ghesquière
- Stefano Pilati
- Karl Lagerfeld
- Jane Thompson
- Isabel Toledo
- Vera Wang
- John Galliano

### モデル
- Coco Rocha
- Caroline Trentini
- Daria Werbowy
- Raquel Zimmerman
- Hilary Rhoda
- Chanel Iman

### フォトグラファー
- パトリック・デマルシェリエ
- クレイグ・マクディーン（英語版）
- マリオ・テスティーノ

### その他
- Hamish Bowles
- Edward Enninful
- Si Newhouse
- André Leon Talley
- Robert Verdi
- Sienna Miller

## スタッフ
- 監督：R・J・カトラー
- 録音：エドワード・L・オコナー
- 字幕：松浦美奈